# Goryczkowy Kocioł

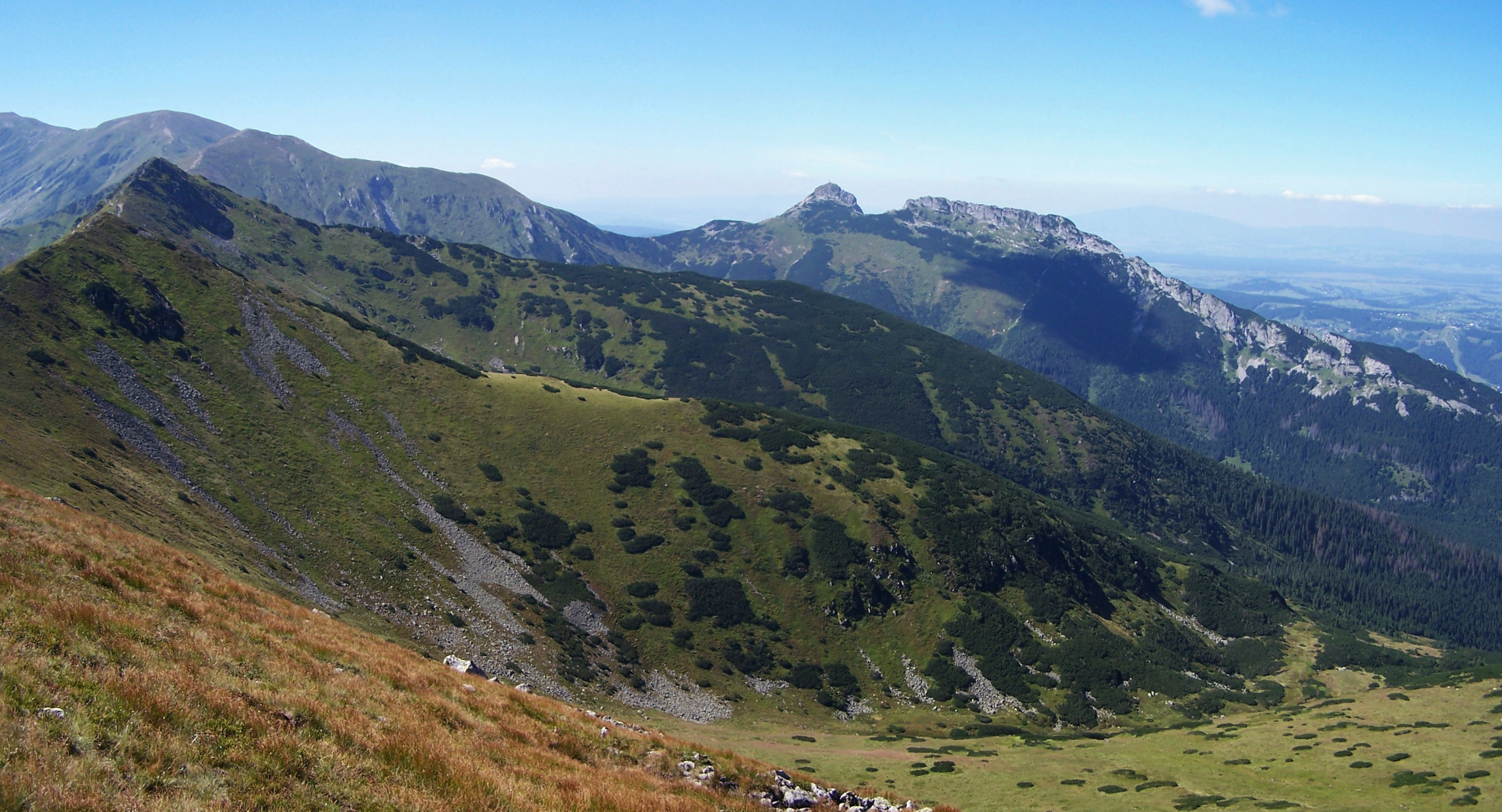
Widok z Kasprowego Wierchu

Goryczkowy Kocioł – cyrk lodowcowy w najwyższej części Doliny Goryczkowej pod Zakosy. Z trzech stron otaczają go: północny grzbiet Kasprowego Wierchu, odcinek grani głównej Tatr Zachodnich od Kasprowego Wierchu przez Goryczkową Przełęcz nad Zakosy po Pośredni Goryczkowy Wierch i jego północny grzbiet.
Goryczkowy Kocioł ma równomiernie na północ pochylone dno i nie posiada typowego dla kotłów lodowcowych progu. Jest trawiasto-piarżysty i suchy. Nie prowadzi przez niego żaden szlak turystyczny, zimą natomiast roi się tutaj od narciarzy zjeżdżających z Kasprowego Wierchu, na który wyjechać można w zimie na 2 sposoby:
- wyciągiem Goryczkowym z Wyżniej Goryczkowej Równi,
- kolejką linową na Kasprowy Wierch z Kuźnic[1].

Dołem poniżej Kotła Goryczkowego znajduje się zwężenie zwane Szyjką. Czasami z północno-wschodnich stoków Pośredniego Wierchu Goryczkowego schodzą lawiny. W czasie zagrożenia lawinowego narciarze omijają zagrożony teren, skręcając w dolnej części Kotła Goryczkowego na prawo w wybitny żlebek do środkowej części Szyjki (tzw. „damski skrót”).